# Ultime Débat National
L' Ultime Débat National est la compétition universitaire de débat la plus prestigieuse au Maroc[réf. nécessaire].
Elle regroupe plus de 20 écoles et universités chaque année à travers tout le royaume. Passant d’une compétition locale au niveau de l’établissement à une compétition nationale depuis maintenant quatre ans, elle est organisée par le club Le pêle-mêle culturel à L'École nationale de commerce et de gestion de Kénitra dans l'Université Ibn-Tufayl (La première université au Maroc selon the time higher education) et elle se base sur le World Schools Style debating (en) pour mettre en compétition les équipes universitaire dans un esprit aussi convivial que compétitif. 
Le concept de l’UDN repose sur la proposition d’une polémique et les échanges d’idées et d’arguments entre les participants, ce qui améliorera les compétences linguistiques et analytiques des participants ainsi que leur esprit critique. Par cette initiative, le pêle-mêle culturel veille à raviver et persister la flamme du débat chez les étudiants. Cet événement ne cesse de prendre de l’ampleur année après année, et attire encore plus d’écoles et de participants.

## Histoire
L'Ultime Débat National (UDN) trouve ses racines dans le riche tissu culturel et intellectuel de l'Université Ibn Tofail, et plus particulièrement au sein de l'École Nationale de Commerce et de Gestion de Kénitra. L'histoire de l'UDN débute avec la naissance du "Pêle-mêle culturel", l'un des premiers clubs créés au sein du milieu parascolaire de l'université. À l'origine, ce club visait à satisfaire les besoins d'expression des étudiants dans les domaines culturel et politique, en organisant des discussions ouvertes et conviviales sur des sujets variés. Cette passion intellectuelle et culturelle a rapidement évolué vers une ambition plus grande : créer des événements en rapport avec la devise du club.
Ainsi, le Pêle-mêle culturel a commencé à organiser des compétitions de culture générale, des concours de débat et d'éloquence, et a progressivement élargi son influence au sein du milieu parascolaire. Avec un fondement intellectuel sérieux et une approche commerciale, le club est devenu une référence respectée dans l'organisation d'événements. En fait, sa réputation s'est consolidée au point que le club a obtenu le privilège d'organiser les débats présidentiels au sein de son école.
La trajectoire du club a commencé modestement, avec des compétitions de débat au niveau de l'école, opposant les étudiants les uns aux autres. Cependant, son ambition croissante a conduit à la création de l'Ultime Débat National en 2018, lors de sa première édition inaugurée par la figure éminente Oussama Lakhdar. L'UDN est devenue une journée d'intense compétition, à l'image des événements nationaux du Maroc. Cependant, dès sa quatrième édition, l'équipe organisatrice a ressenti la nécessité d'offrir une expérience plus confortable aux participants et d'augmenter l'intérêt des spectateurs. Ainsi, l'UDN s'est développée et a évolué vers un format étalé sur deux jours.
Ce nouveau format a permis d'introduire des formations, des ateliers et des conférences, visant à stimuler les étudiants et à les rapprocher de leur futur leadership. Les deux jours de l'UDN rassemblent désormais une classe étudiante engagée et intellectuelle, offrant une plateforme d'apprentissage, d'échange d'idées et de développement personnel. L'UDN est devenue bien plus qu'une simple compétition de débat ; elle incarne un engagement envers la croissance intellectuelle et le leadership de la jeunesse marocaine, façonnant ainsi les futurs leaders et penseurs du pays.